# Toshio Moriuchi
Toshio Moriuchi (森内 俊雄, Moriuchi Toshio), né le 12 décembre 1936 et mort le 5 août 2023 à Itabashi, est un écrivain japonais né dans la préfecture d'Osaka, diplômé de l'université Waseda, qui a remporté l'édition 1990 du prix Yomiuri pour Hyōga ga kuru made ni.
Un seul de ses textes, une nouvelle publiée au Japon en 1972, a été traduit en français (En franchissant le portail, dans La Famille - Anthologie de nouvelles japonaises contemporaines Tome 4, nouvelle traduite par Racha Abazied, Éditions du Rocher, 2009).